# Trifolium bobrovii
Trifolium bobrovii är en ärtväxtart som beskrevs av Khalilov. Trifolium bobrovii ingår i släktet klövrar, och familjen ärtväxter. Inga underarter finns listade i Catalogue of Life.